# 双井子乡 (哈密市)
双井子乡，是中华人民共和国新疆维吾尔自治区哈密市伊州区下辖的一个乡镇级行政单位。

## 行政区划
双井子乡下辖以下地区：
双井子虚拟生活区。